# 王发荣
王发荣（1940年9月—），男，汉族，陕西华阴人，中华人民共和国政治人物，二级大法官，曾任陕西省高级人民法院党组书记、院长，陕西省人大常委会副主任。